# Antologija
Antologija dolazi od grčkih riječi anthos (cvijet) i legein (izabrati).
Riječ je o izabranim i probranim glazbenim ili književnim djelima skupljenim u jednu zbirku. Antologiju treba razlikovati od panorame ili hrestomatije. Antologija je izbor koji počiva na čvršćim estetičkim mjerilima i uvijek nosi u sebi i vrednovanje. Antologija može biti vremenski ograničeni izbor, kao i izbor temama, rodovima, školama, pravcima umjetnosti i sl.

## Vanjske poveznice
- antologija Hrvatska enciklopedija. LZMK